# 최민석 (1980년)
최민석(1980년 8월 15일~ )은 대한민국의 배우이다.

## 출연작

### 영화
- 1997년 《나쁜 영화》... 은주 친구 역
- 2006년 《썬데이 서울》... 민석 역
- 2007년 《우리 생애 최고의 순간》... 태릉 유도부 역
- 2008년 《크로싱》... 수용소 간수 1 역
- 2008년 《장례식의 멤버》... 강의실 대학생들 역

### 시트콤
- 2006년 MBC 청춘시트콤 《레인보우 로망스》
- 2007년 OCN 드라마 《키드 갱》

## CF
- 2003년 공익광고